# Speech defect
Speech Defect är en svensk hiphop-grupp. Deras musikstil kännetecknas av tydliga influenser från funk, soul och hiphop. De har i dagsläget producerat en serie vinylsinglar och fyra fullängds album. Deras största försäljningsframgångar har de nått i länder som Japan, Australien, England och Frankrike. 2010 gjorde Speech Defect låten B-Boy on wax med den franska producenten Wax Tailor. Låten sålde guld i Frankrike samma år. De har turnerat i Europa tillsammans med grupper som Ugly Duckling (USA), Pidgeon John (USA) och Breakestra (USA). De har även gjort en självständig kortare turné i Japan och USA våren 2007 och flera spelningar i Europa. 

## Diskografi
Gruppens kompletta diskgrafi (ej helt kronologisk); 
- Speech Defect. "Happy Hunting" (File Records, Japan, Brunljud Sverige, Creative Vibes Australien)
- Speech Defect, "Come For Da Funeral, Stay For Da Food", CD (Handcuts Records, Japan)
- Speech Defect, "Freshcoast Gettin Rowdy", CD (P-Vine, Japan)
- Speech Defect, Freshcoast Gettin Rowdy", CD (Jugglin/Raw Fusion, Europe/USA)
- Speech Defect, "Freshcoast Gettin Rowdy", LP (No Cool Music)
- Speech Defect, "Freshcoast Gettin Rowdy", 2xLP (No Cool Music)
- Speech Defect, "Freshcoast Gettin Rowdy", instr. LP (No Cool Music)
- Speech Defect "Whyled out!", 12" (No Cool Music)
- Speech Defect, "Sunshine's still on our Side", 12" (No Cool Music)
- Speech Defect feat. Aaron Phiri, "I Wanna do my Thing", 12" (GAMM)
- Speech Defect, "Sunshine's on our Side", 12" (No Cool Music)
- Speech Defect, "Pen & Pencil Sketches", EP (No Cool Music)
- Speech Defect, "Zoobiz", 12" (No Cool Music)

### Relaterat
- Wack wack rythem band feat. Speech Defect, "Peace island", (Handcuts Records, Japan)
- Dosmoccos feat. Speech Defect, "Explosion", (Handcuts Records, Japan)
- Abdominal feat. Mr Linus and Prao D, "Abdominal work out remix", (Handcuts Records, Japan)
- Dj Prao-D & MC Boogie B, "Coolin with the P", 12" (GAMM)
- Steady Diggin Workshop feat Speech Defect, "Rhythm we rock", 7" (Carbone Imprints)
- Mc Boogie B, Thage, Dj Prao-D, "A few of my favourite things", 10" (No Cool Music)